# 8063 Cristinathomas
A 8063 Cristinathomas (ideiglenes jelöléssel (8063) 1977 XP2) a Naprendszer kisbolygóövében található aszteroida. Schelte J. Bus fedezte fel 1977. december 7-én.